# Palais du Prince-électeur (Trèves)

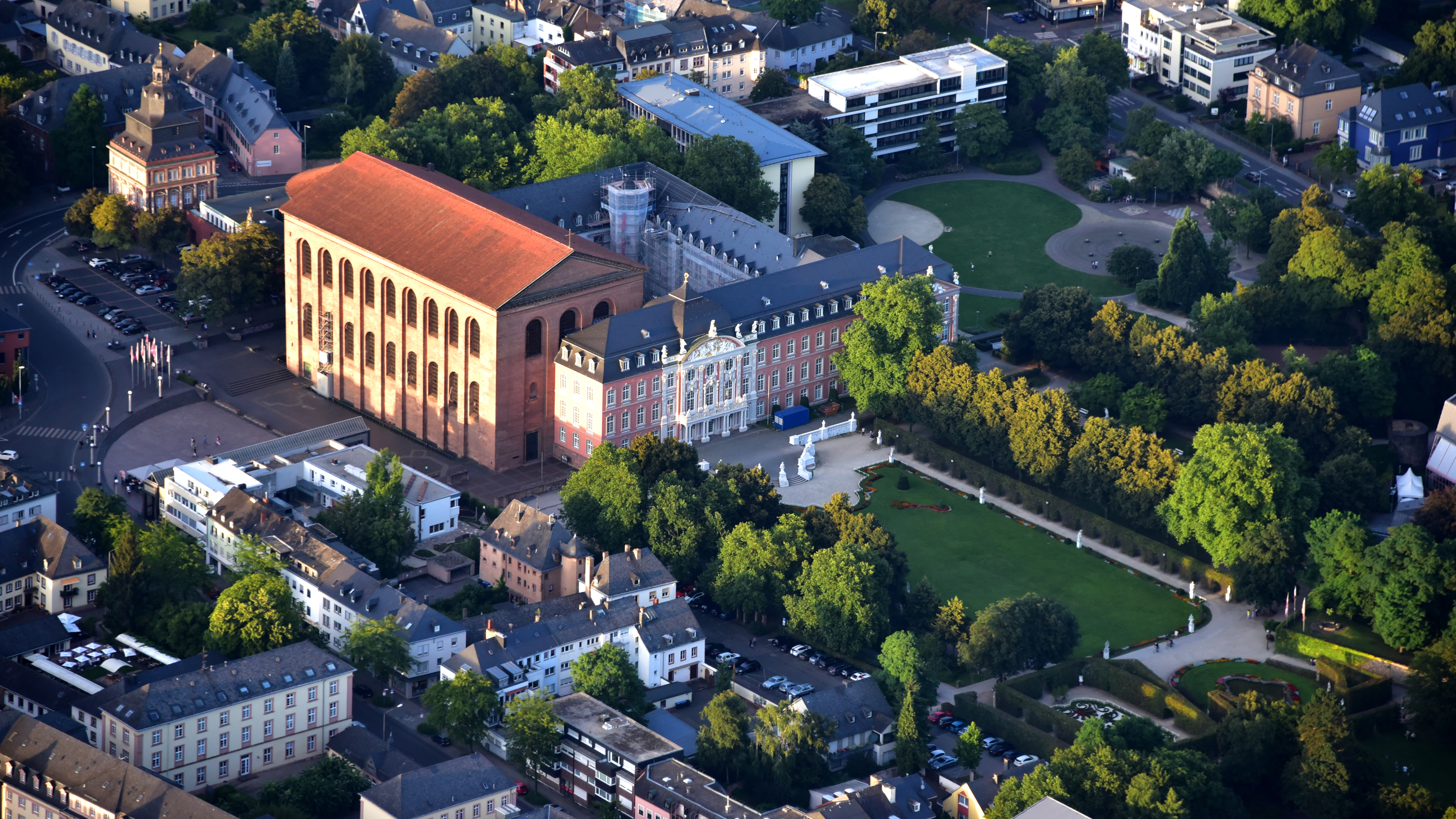
Vue aérienne (2016)

Le palais du Prince-électeur de la ville de Trèves a été la résidence des électeurs de Trèves, c'est-à-dire des archevêques de Trèves, depuis le XVIIe siècle jusqu'en 1794. Les bâtiments renaissance et rococo ont été en partie construits sur le site de la basilique romaine de l'empereur Constantin. Au cours du XIXe siècle, l'aile ouest du palais a été détruite afin de restaurer la basilique dans son état initial.
Après l'éviction des électeurs sous Napoléon, le palais a été utilisé comme caserne par les troupes françaises et prussiennes au XIXe siècle jusqu'au début du XXe siècle. Le bâtiment a été gravement endommagé pendant la Seconde Guerre mondiale . Ensuite, les bâtiments d'activité économique, appelé château inférieur, a été complètement démoli, à l'exception de la Tour rouge et d'un portail. Aujourd'hui, le bâtiment abrite plusieurs administrations. Une partie de l'aile nord est utilisée par la communauté protestante (salle Caspar Olevian) tandis qu'une partie de l'aile sud est utilisée à des fins représentatives (salles de réception ou de spectacles).
Le jardin du palais qui se déploie au sud est devenu un parc public au début du XIXe siècle.

## Fouilles archéologiques

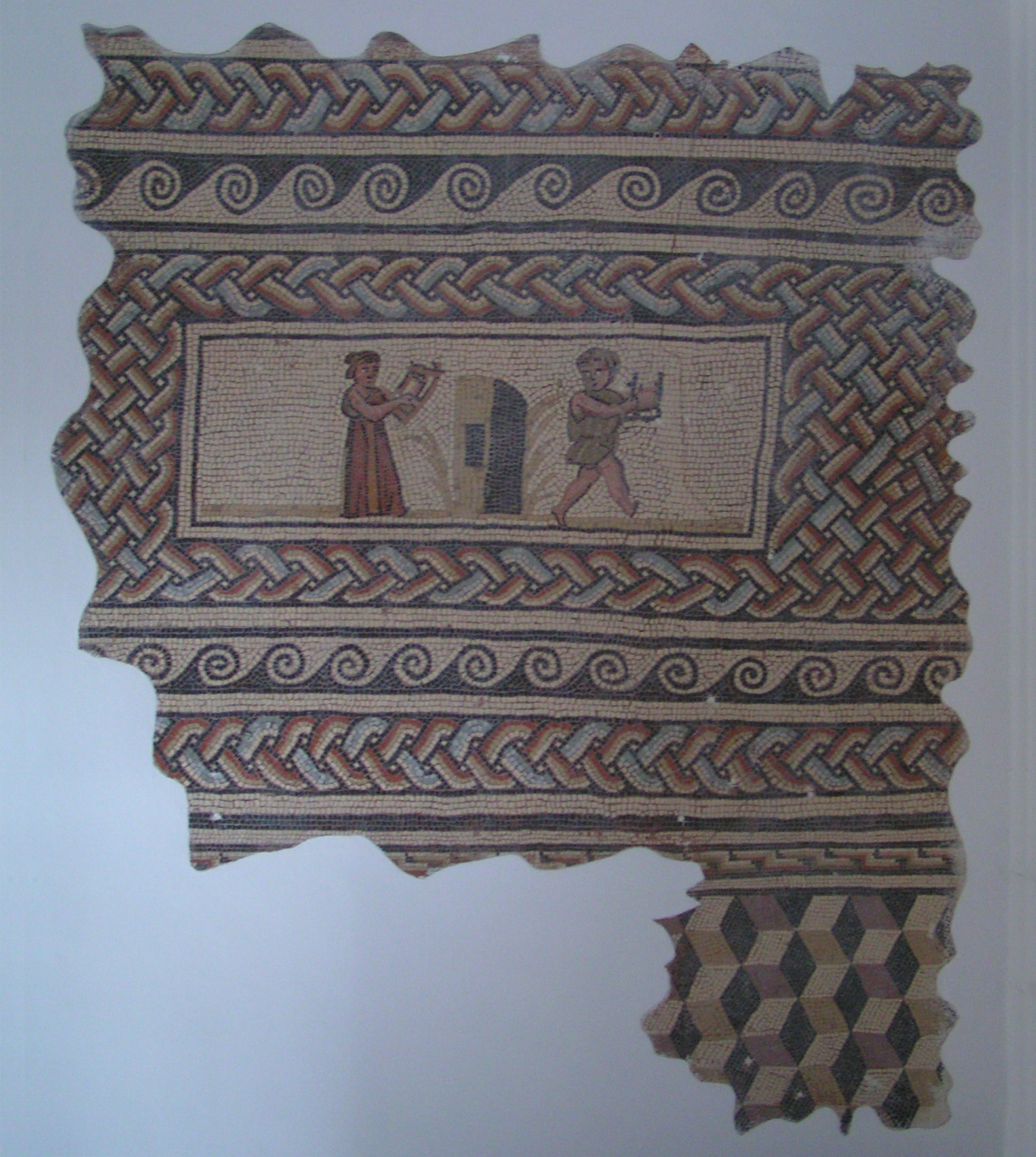
Découverte de la mosaïque romaine, aujourd'hui exposée dans le hall du palais

Des fouilles ont montré que l'emprise du palais électoral était déjà bâtie dans l'antiquité romaine. Seuls quelques vestiges d'avant Constantin le Grand ont subsisté.
Sous Constantin le Grand, on y a construit plusieurs bâtiments formant un complexe autour de la salle du trône impérial (Aula ou basilique de Constantin). Lors des fouilles, on a mis au jour deux salles - situées dans la cour du palais électoral - décorées de mosaïques romaines (voir les zones hachurées sur la carte).

## XVIeetXVIIesiècles: bâtiments de style renaissance

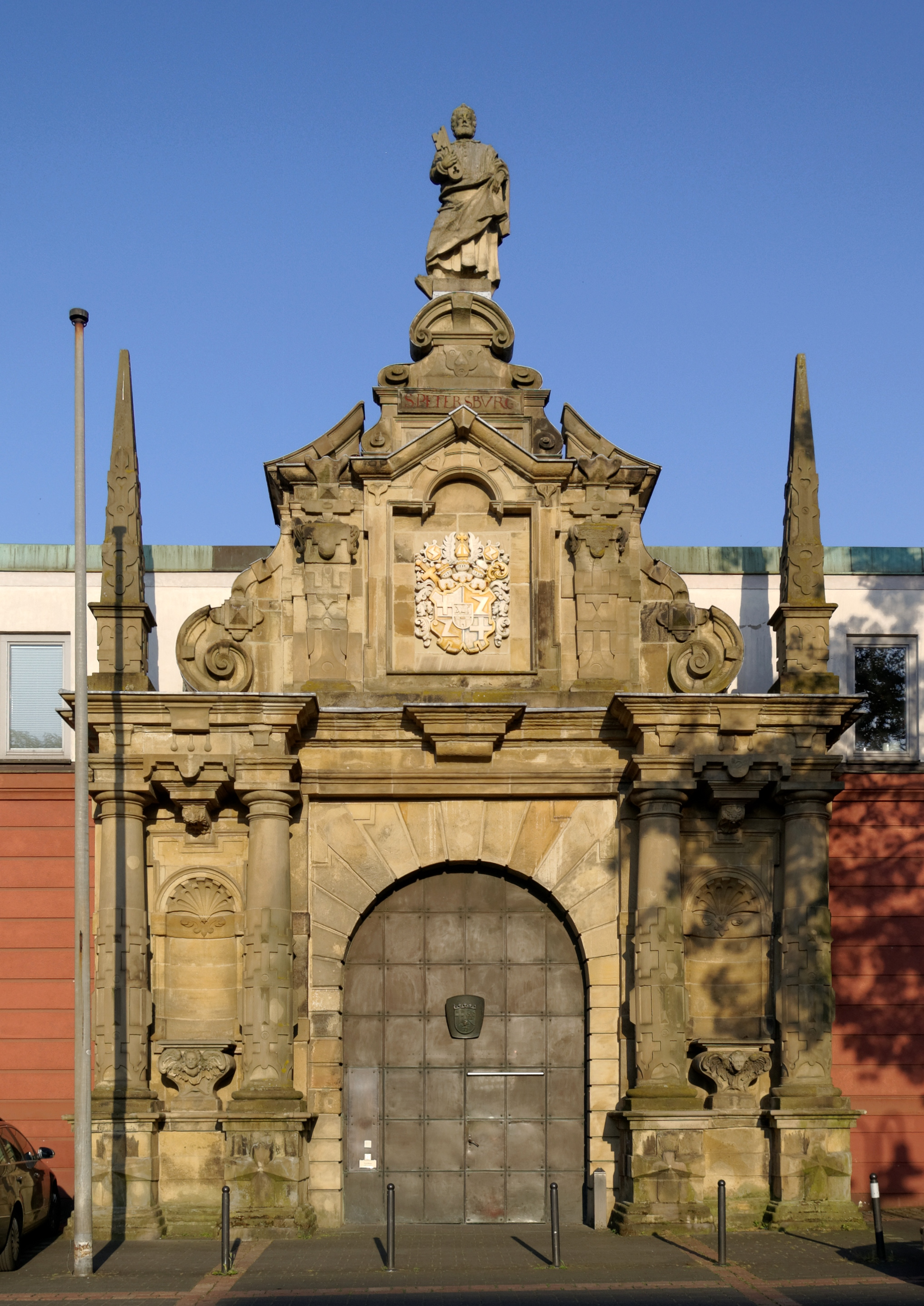
Vestige du château inférieur: portail de Saint-Pétersbourg

À partir de l'an 1000 environ, les évêques de Trèves ont utilisé l'aula du palais des empereurs romains (basilique de Constantin) comme château. Le bâtiment antique a été crénelé à cette occasion et son abside nord (demi-cercle) a été transformée en donjon (voir illustrations de la Basilique de Constantin).

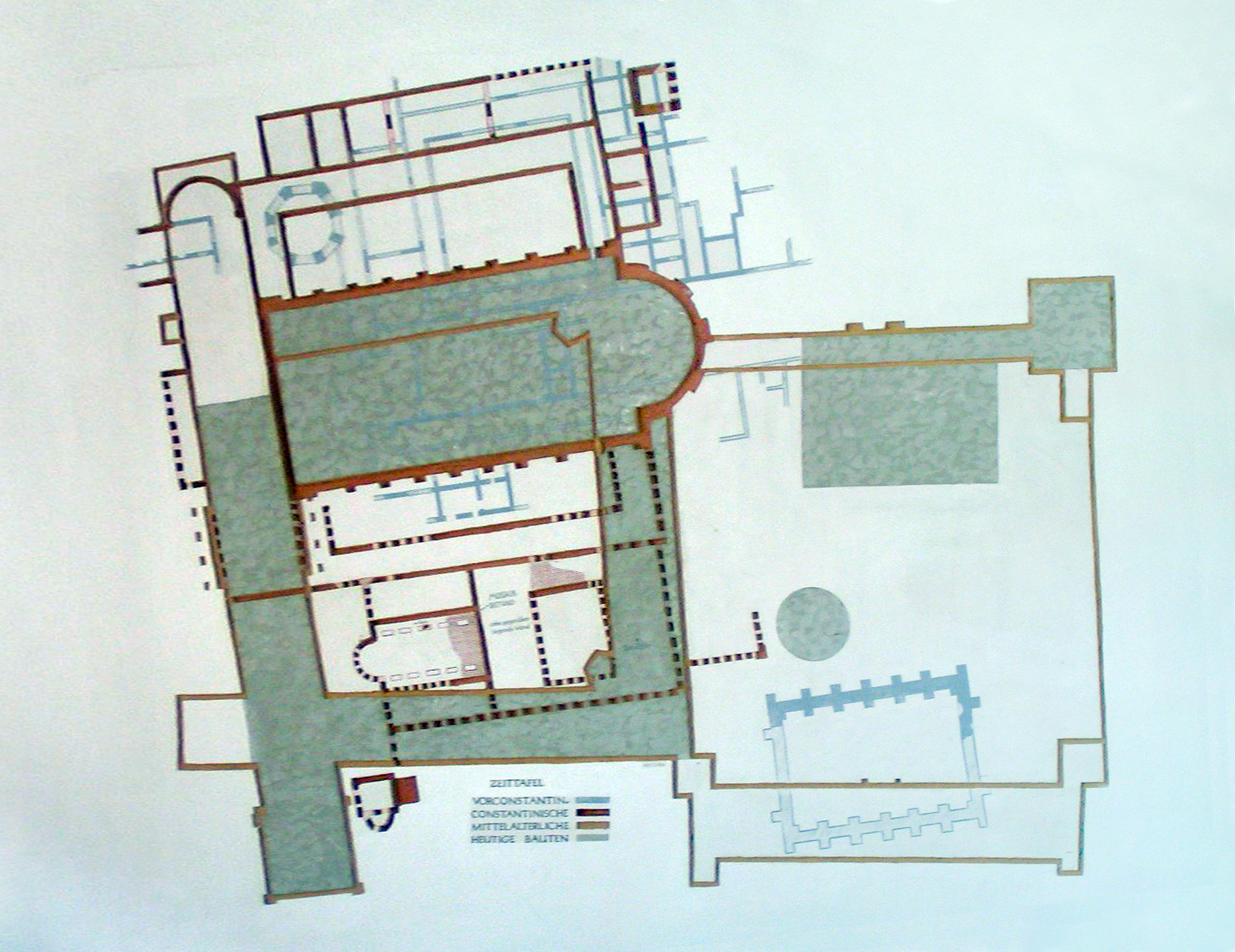
Bâtiments anciens et actuels de l'emprise du palais et de la basilique
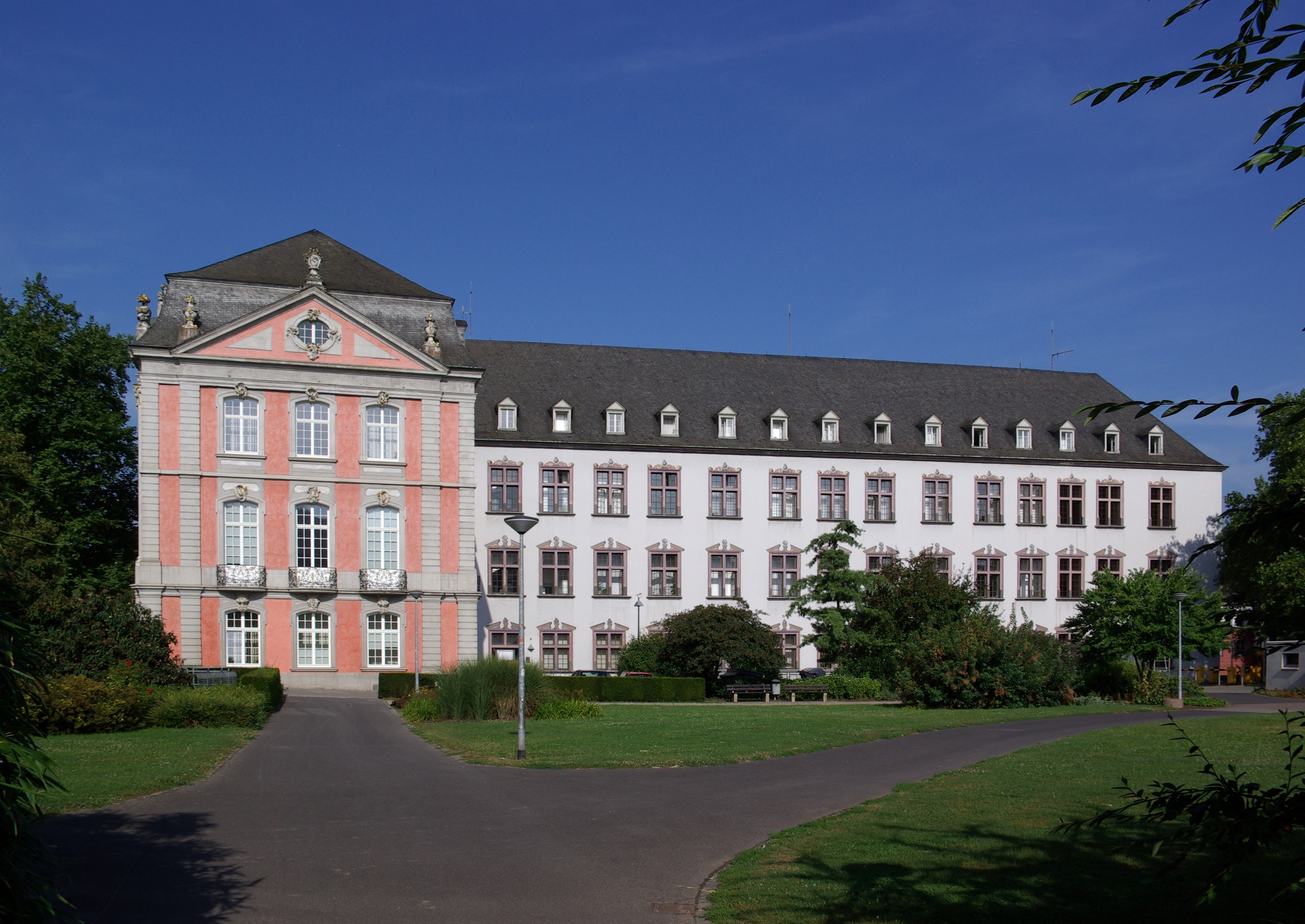
Aile Est (1615–1635) de style renaissance tardive
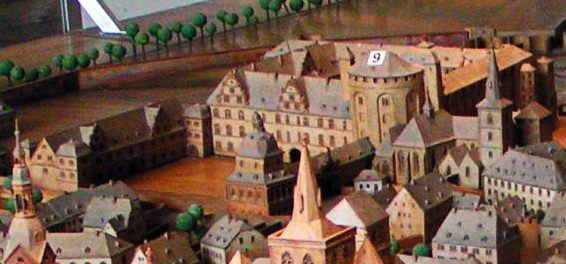
Châteaux inférieur et supérieur (1800) précédés par la Tour rouge et le portail Saint-Petersbourg (maquette du Museum Simeonstift)

Quelques siècles plus tard, le bâtiment ne correspond plus aux besoins changeants et aux goûts du moment. L'électeur Johann VII von Schönenberg (1581-1599) projette un palais de style renaissance . Pour ce faire, il fait démolir des maisons d'habitation autour de la basilique afin de gagner de la place pour le nouveau bâtiment.
Son successeur, l'électeur Lothar von Metternich (1599–1623) en lance la construction à partir de 1615. Celle-ci s'achève en 1676. Le palais est baptisé Saint-Pétersbourg en hommage à l'apôtre Pierre, le saint patron de Trèves. Le plan était de construire un château «supérieur» comportant quatre ailes avec les zones de vie et pièces de réception autour d'une cour intérieure carrée. Et au nord, le château «inférieur» avec les communs et buanderies reliés par une seconde cour intérieure.
Les travaux ont commencé par le château supérieur. Il a été construit sur et dans la basilique de Constantin, qui a été partiellement aménagée à cet effet. À l'origine, on était censé démolir complètement le bâtiment antique, mais la construction en briques romaines était si robuste que sa démolition aurait coûté trop cher. Il fut alors décidé de laisser le côté ouest et l'abside nord de la basilique et de les intégrer dans le palais comme murs extérieurs. Le sol du bâtiment romain étant plus bas que celui du XVIIe siècle, les murs Est et Sud n'avaient pas besoin d'être complètement supprimés. Les couches de briques les plus basses ont été conservées (visibles à nouveau dans la basilique aujourd'hui) et cette zone a été comblée. L'aile Ouest du palais ne faisait qu'environ un tiers de la largeur de la basilique. La largeur restante a été ajoutée à la cour intérieure du palais (voir plan). Après la pose de la première pierre en 1615, l'aile Nord a été achevée et la construction de l'aile Est a commencé jusqu'à la mort de Metternich en 1623. Le château supérieur n'a été achevé que sous l'électeur Philipp Christoph von Sötern, successeur de von Metternich.
En parallèle, on a commencé à bâtir le château inférieur. Dès les années 1620, on a lancé à l'Ouest la construction d'un portail, également dans le style renaissance. Puis les travaux de construction s'arrêtèrent pendant plusieurs années lorsque l'électeur fut emprisonné pour des raisons politiques par les Habsbourg pendant la Guerre de Trente ans. Le château inférieur n'a pu être achevé qu'après la libération de Söterns. Il comprenait deux ailes longues et étroites à l'Ouest et à l'Est, qui étaient reliées directement au palais. Au Nord, un mur fermait la cour intérieure. En 1647, fut achevée la Tour rouge, un bâtiment carré massif abritant la chancellerie et les archives, au Nord-ouest du château inférieur. Ce n'est que sous l'électeur suivant, Karl Kaspar von der Leyen, que la construction du palais fut entièrement achevée.
Cependant, le nouveau bâtiment était rarement utilisé. Dès 1629, Trèves étant devenue dangereuse pendant la Guerre de Trente ans, les électeurs avaient déménagé leur résidence à Coblence.

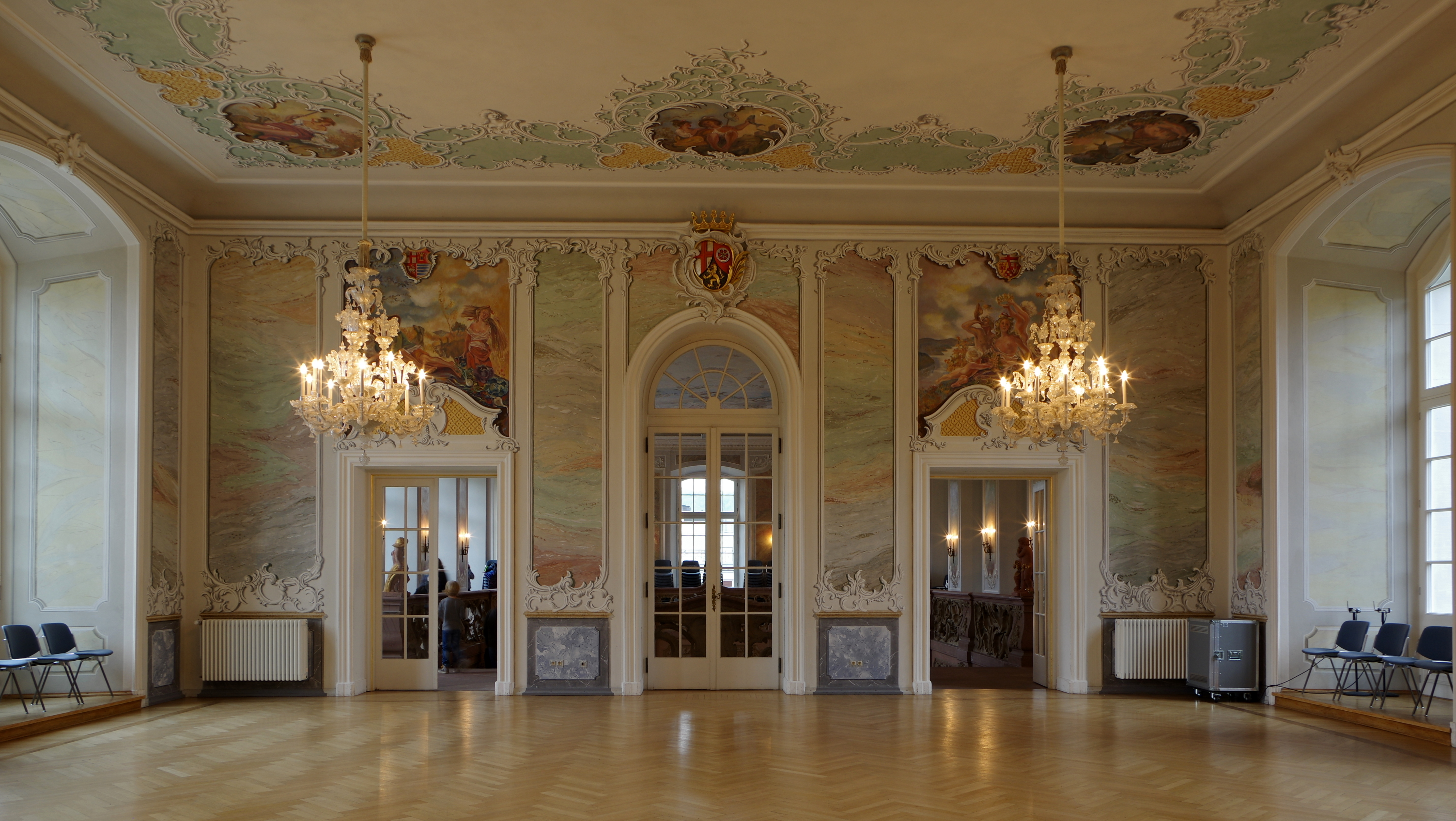
Salle rococo au premier étage

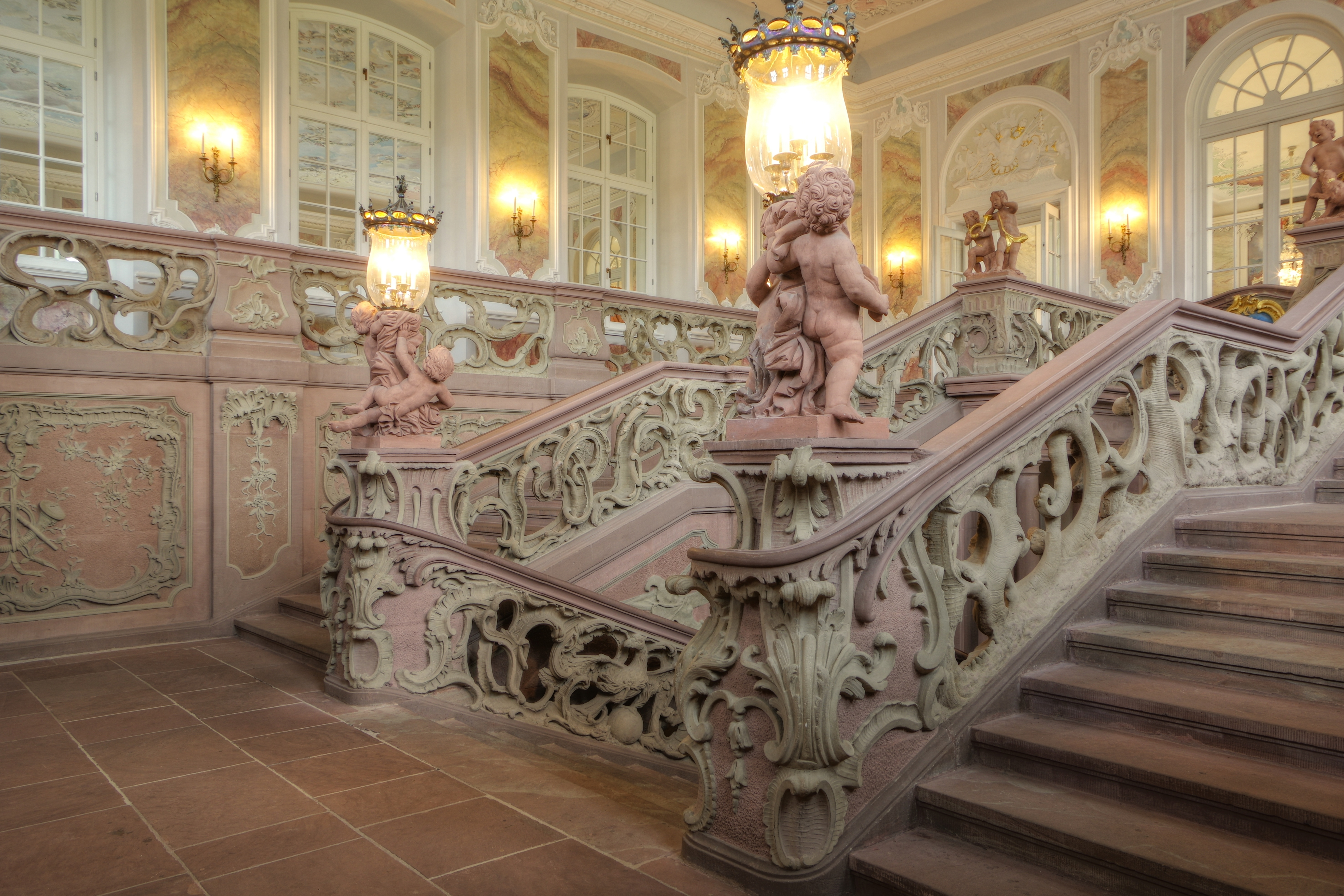
Escalier rococo, par Seiz et Tietz

## XVIIIesièclejusqu'en 1794: Aile rococo
Seul l'électeur Johann Philipp von Walderdorff est retourné à Trèves, mais sans renoncer à la résidence de Coblence. En 1756, il chargea Johannes Seiz, un élève de Balthasar Neumann, de convertir et d'agrandir l'aile Sud du palais selon le goût du rococo. Les sculptures ont été réalisées par Ferdinand Tietz, qui avait entre autres travaillé pour Balthasar Neumann à Wurtzbourg. La nouvelle aile Sud, de couleur rose, devait dépasser des deux côtés du château précédent. Un avant-corps central (partie du bâtiment dépassant sur toute la hauteur) a été construit, et des risalites d'angle auraient encore dû subdiviser la longue aile des deux côtés. Cependant, le projet n'a jamais été complètement achevé: à l'Ouest, l'aile n'a été que raccourcie - sans le risalite d'angle - exécuté et s'arrête au niveau du mur Ouest, c'est-à-dire l'ancien mur de la basilique. Certaines perspectives de l'ancien bâtiment ont subsisté jusqu'à la reconstruction de la basilique, au XIXe siècle.
À l'intérieur aussi, l'aile sud rose a été aménagée dans le style rococo. À l'étage supérieur de l'avant-corps, on a aménagé une salle à laquelle on accède par un escalier monumental depuis le côté Ouest de l'entrée principale. Les escaliers ont également été réalisés par Seiz et Tietz.
Jusqu'en 1794, le palais électoral a parfois servi de résidence aux électeurs, même si seules quelques pièces étaient entièrement meublées.

## 1794–1930: Emploi comme caserne et reconstruction de la Basilique

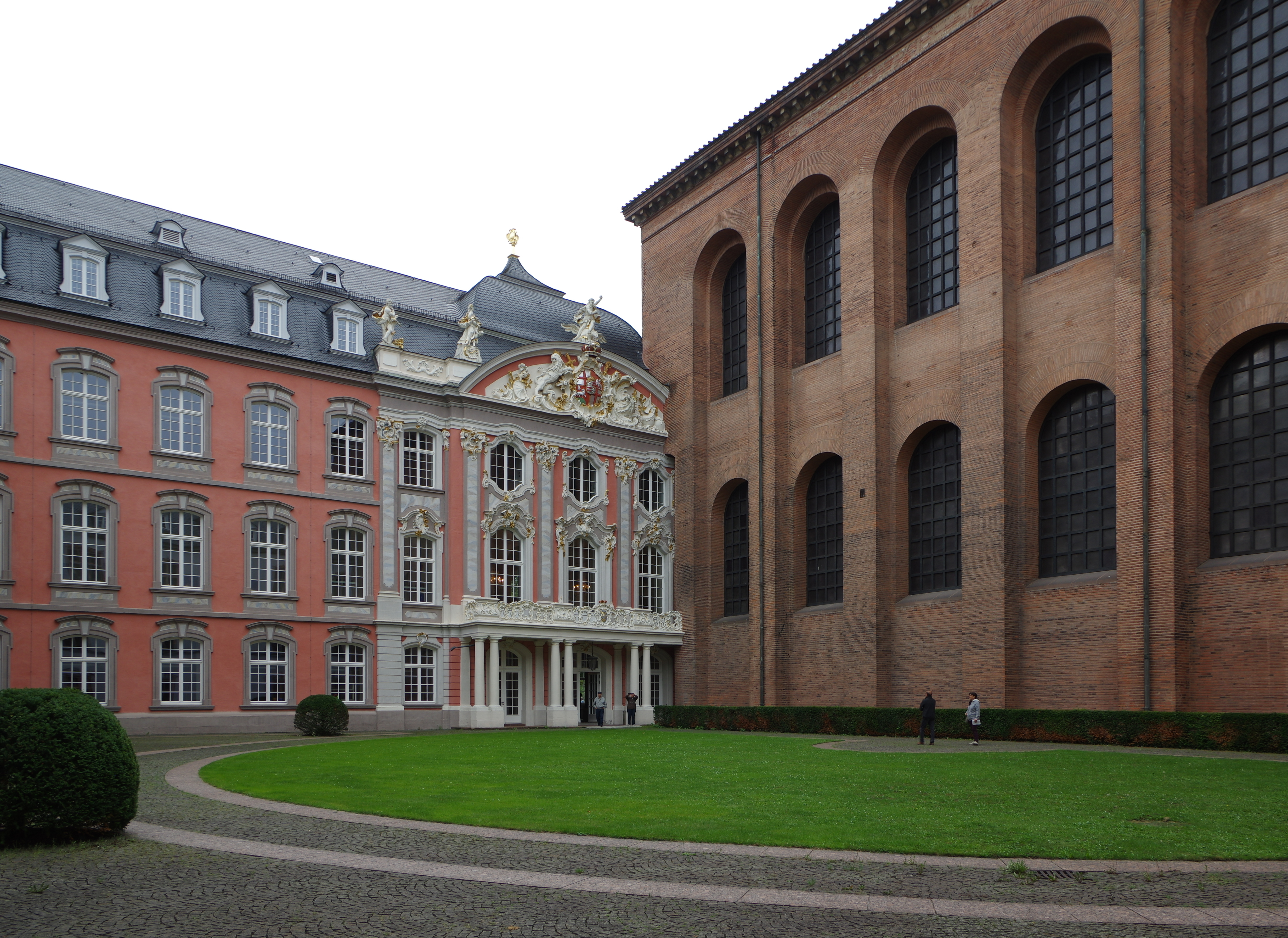
Cour intérieure : l'avant-corps médian a dû céder en partie la place à la reconstruction de la basilique

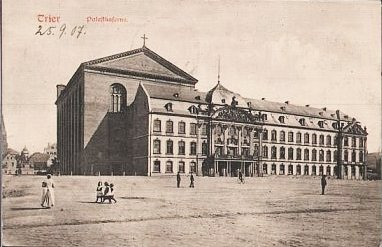
Aile Sud raccourcie, avec son pignon triangulaire à l'extrémité Ouest

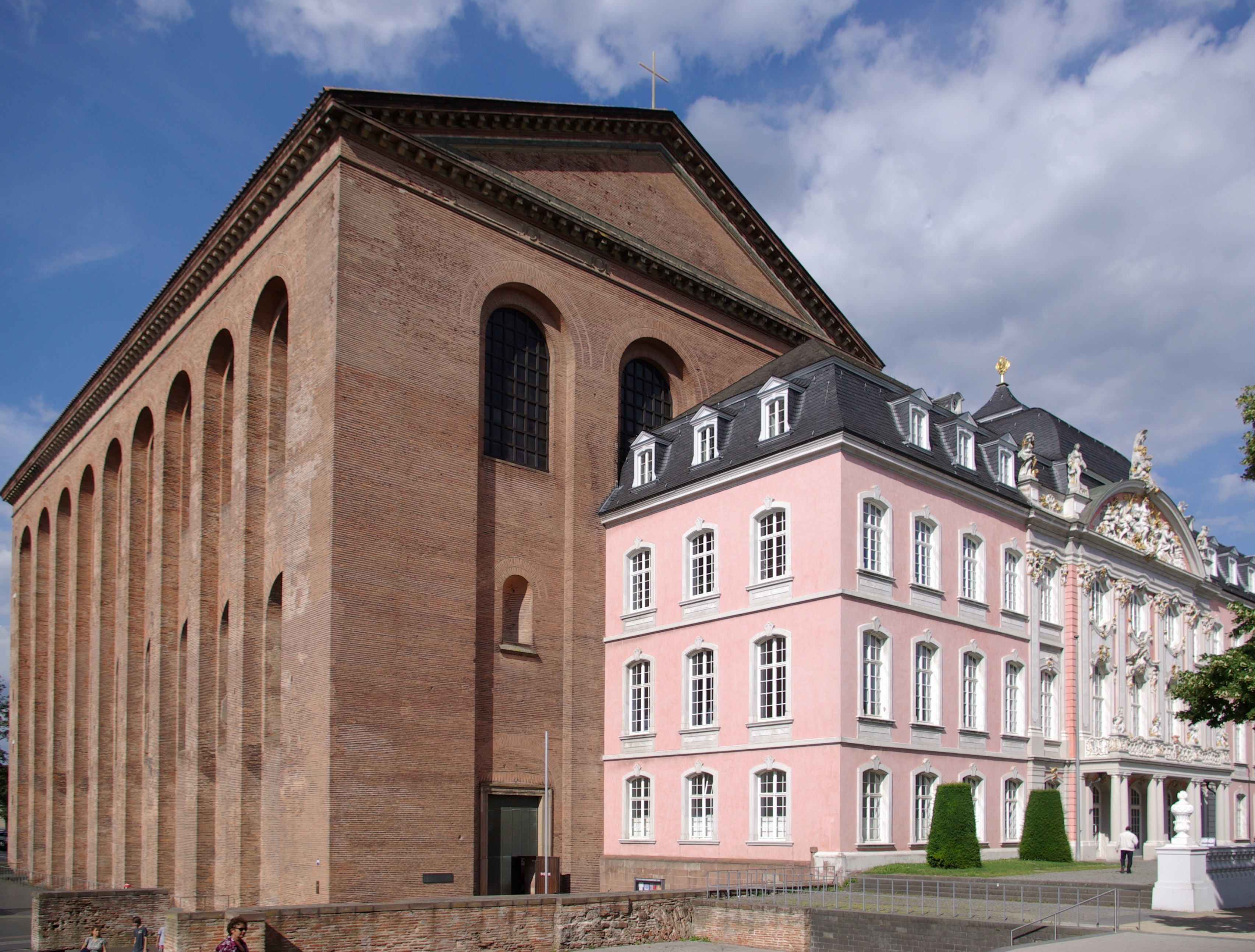
Transition d'aujourd'hui vers la basilique de Constantin

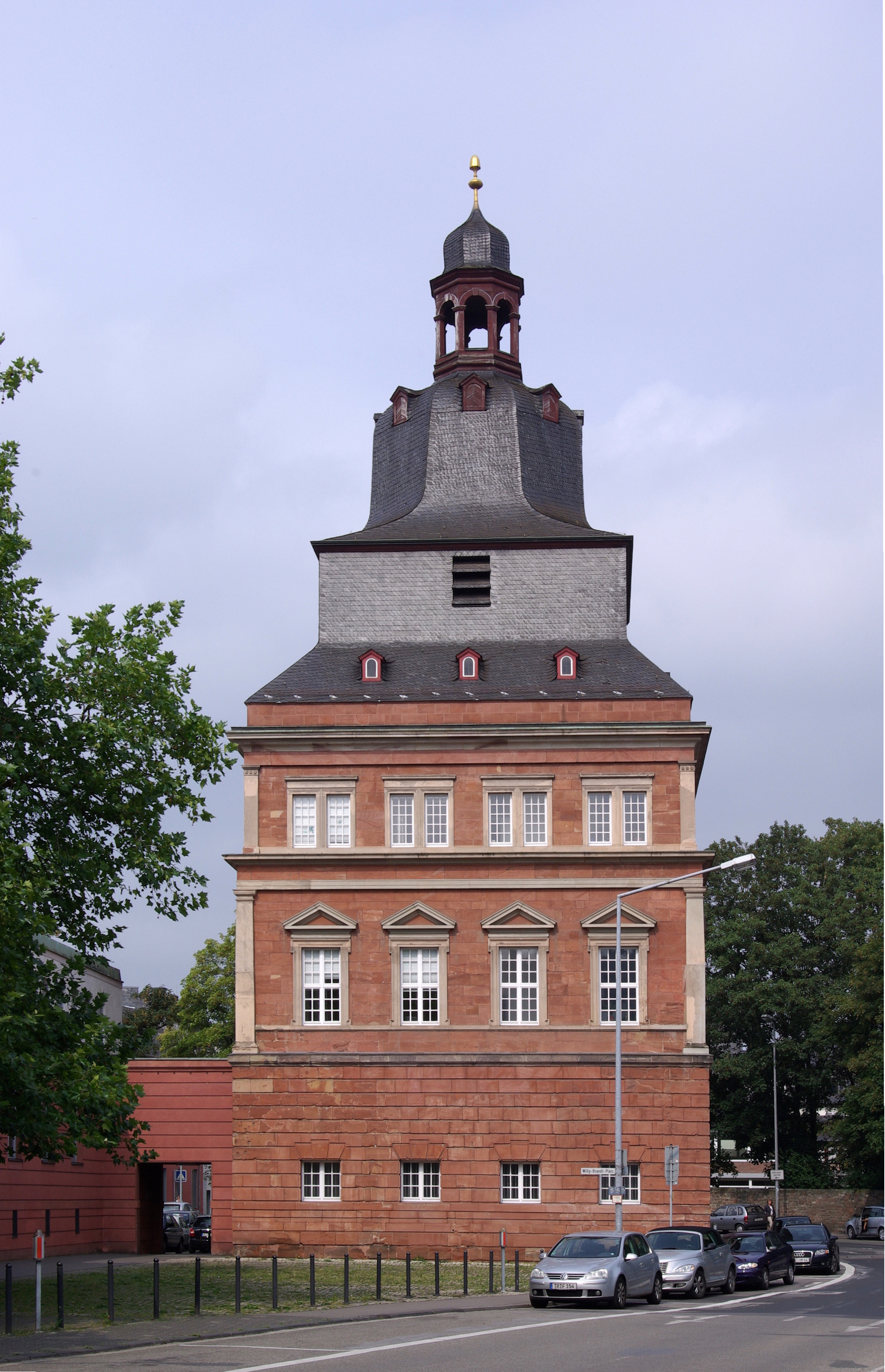
Tour rouge (devenue aujourd'hui un clocher)

En 1794, les troupes révolutionnaires françaises occupent Trèves et retirent à l'église catholique tout pouvoir politique. À partir de 1803, elles utilisent le palais électoral comme caserne. 
Après le Congrès de Vienne en 1815, lorsque les Prussiens, protestants, ont récupéré Trèves, rien n'a changé. Ils ont à leur tour utilisé le palais électoral comme caserne pour leurs troupes jusqu'en 1918.
Vers 1830, la tour rouge est surélevée d'un étage.
Le roi Frédéric-Guillaume IV a alors pris une importante décision: la basilique de Constantin doit être restaurée dans son état d'origine (romain) et cédé à la communauté protestante de Trèves - qui n'avait auparavant pas de lieu de culte. De 1841 à 1862, sous la direction de l'ingénieur Carl Schnitzler on a reconstruit la basilique dans ses dimensions d'origine. Cette salle imposante est utilisée par la communauté protestante à partir de 1856 et consacrée comme lieu de culte.
Les conséquences pour le palais électoral ont été considérables: l'aile ouest a dû être complètement démontée, ce qui a réduit la cour intérieure. Le palais a par conséquent perdu son architecture symétrique. Afin d'assurer une certaine continuité avec l'imposant mur en briques romaines de la basilique, on a employé un grès rougeâtre. L'aile sud rococo a également été touchée et raccourcie à l'ouest. Au départ, il avait été prévu de retirer l'aile afin que toute la façade sud de la basilique soit à nouveau libre. Cependant, cela aurait également nécessité de démolir l'escalier rococo, considéré comme précieux sur le plan artistique. On a alors abouti à un compromis architectural: la façade ouest de la basilique n'est que partiellement exposée et le palais électoral a été raccourci de plusieurs mètres, mais les escaliers ont été conservés. Il est également probable que ce compromis permettait de garder une certaine symétrie à l'aile Sud et, surtout, laisser intact l'avant-corps centrale. Une exposition complète de la façade Ouest de la basilique aurait effectivement nécessité une démolition partielle de cet élément (voir photo de la cour intérieure). L'aile Sud a donc été raccourcie par une coupe lisse de sorte que son côté Ouest se termine par un pignon triangulaire sans ornement et diffère donc également du côté Est avec son pignon en croupe. Cette inégalité n'est apparue qu'au début du XXe siècle quand on a encore raccourci les étages supérieurs du côté ouest.
Peu de salles souterraines ont été conservées. En particulier une cave à vin située sous la basilique. On l'a redécouverte, ainsi que d'autres vestiges de muraille et d'hypocauste, lors de fouilles effectuées au XXe siècle sous l'édifice romain. On peut maintenant les visiter depuis le centre de la basilique (nécessité de s'inscrire à l'avance).
À partir de 1871, le 7e régiment d'infanterie rhénane n° 69 est cantonné dans ce qu'on appelait à l'époque la «caserne du palais» 
Pendant la Première Guerre mondiale, elle a abrité l'hôpital de réserve n° III . Après la guerre, la caserne fut brièvement occupée par l'armée américaine, suivie par les Français en 1919, qui nommèrent la caserne "Quartier de la Marne", en souvenir de la bataille de la Marne. Le Palais électoral est ainsi resté une caserne jusqu'à la fin de l'occupation en 1930.

## À partir de 1930: utilisation pour l'administration, l'église et les réceptions
L'intérieur avait été profondément modifié en étant utilisé comme caserne et, mis à part les escaliers, presque rien du mobilier et des décorations d'origine n'avait survécu. Dans les années 1930, il était prévu de transformer le palais électoral en un grand musée dans lequel les collections modernes des musées de Trèves devaient être rassemblées. À cette fin, certains des espaces intérieurs ont été restaurés, mais les plans ont finalement été abandonnés en raison du début de la guerre. Cependant, on a pu redécouvrir certains restes de peintures et de stucs.
Le palais électoral a été gravement endommagé pendant la Seconde Guerre mondiale : les toits ont brûlé. Les intempéries, en y pénétrant, ont eu raison des derniers restes de peinture au plafond et des décorations en stuc de l'aile du jardin, qui avait été restaurée quelques années plus tôt. Le splendide escalier rococo a également été gravement endommagé. Les deux ailes du château inférieur ont été presque entièrement détruites lors de la reconstruction. Seuls ont subsisté la Tour rouge et le portail de Saint-Pétersbourg. Un nouveau bâtiment a été érigé derrière le portail et sur le côté jusqu'à la Tour rouge, mais il est plus large que l'emprise de l'aile Ouest du château inférieur qui s'y trouvait auparavant et se prolonge donc partiellement dans l'ancienne cour intérieure. La partie restante du château inférieur n'a pas été reconstruite et sur son emplacement, on trouve aujourd'hui la Place Willy-Brandt Platz décorée d'une fontaine moderne, qui symbolise les phases historiques de Trèves.
En 1955, l'administration de l'arrondissement de Trèves a emménagé dans le bâtiment du château supérieur. Depuis la réforme de l'organisation administrative territoriale de Rhénanie-Palatinat en 2000, il est le siège de l'inspection et la direction générale des services .
De l'aménagement intérieur ancien, seuls l'escalier rococo et le vestibule associé sont conservés. Le nouveau plafond de l'escalier, qui était initialement plus haut, et le hall attenant à l'escalier du premier étage ont été peints dans les années 1970 dans le style de l'époque de la construction du bâtiment. Mais ce n'est qu'une spéculation qui ne fait aucune référence à la conception originale dont on n'a plus de trace.
Des visites guidées de certaines parties du bâtiment, qui appartient au Land de Rhénanie-Palatinat, et sa cour intérieure sont possibles. Des parties de l'aile Sud sont également utilisées pour des événements (réceptions, spectacles...). La salle rococo du premier étage, accessible par les escaliers préservés, peut accueillir jusqu'à 190 personnes et est parfois utilisée pour des concerts de chambre et des événements de prestige avec un public plus restreint. Il peut également être loué. Des concerts en plein air sont parfois organisés dans la cour intérieure et, tous les ans, le festival du court métrage de Trèves.
Une partie de l'aile nord, accessible par un petit portail de style éclectique, est utilisé par la paroisse protestante. Sur le mur extérieur de l'aile se trouve une plaque commémorant Caspar Olevian, qui a contribué à la fondation de la communauté protestante de Trèves au XVIe siècle. À l'intérieur de cette aile nord, la salle Caspar Olevian porte son nom et sert de salle paroissiale de l'église protestante. Les services du dimanche ont souvent lieu ici en hiver afin de réduire les coûts de chauffage de l'immense salle de la basilique. Un escalier de l'aile Nord donne aussi accès à l'orgue Schuke logé en hauteur dans une niche du mur Est de la basilique.
Le bâtiment avec le portail de St-Pétersbourg, dans la zone de l'ancien palais inférieur, et la Tour rouge sont également utilisés par les administrations. La Tour rouge sert de clocher à la basilique depuis 1968, date à laquelle elle a de nouveau reçu un dôme baroque.

## Jardin du palais

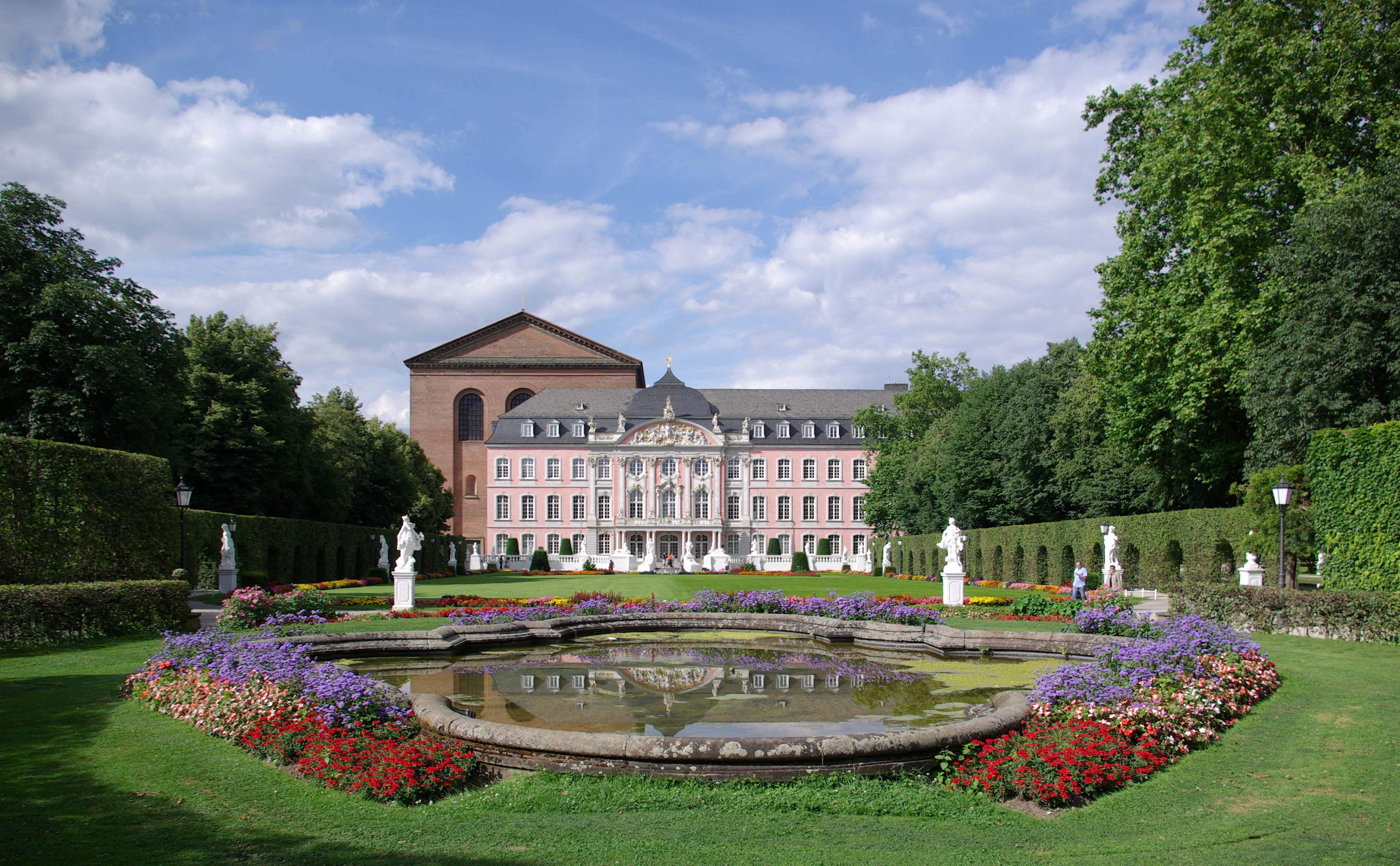
Bassin Tietz, sans fontaine, dans la partie Nord du jardin

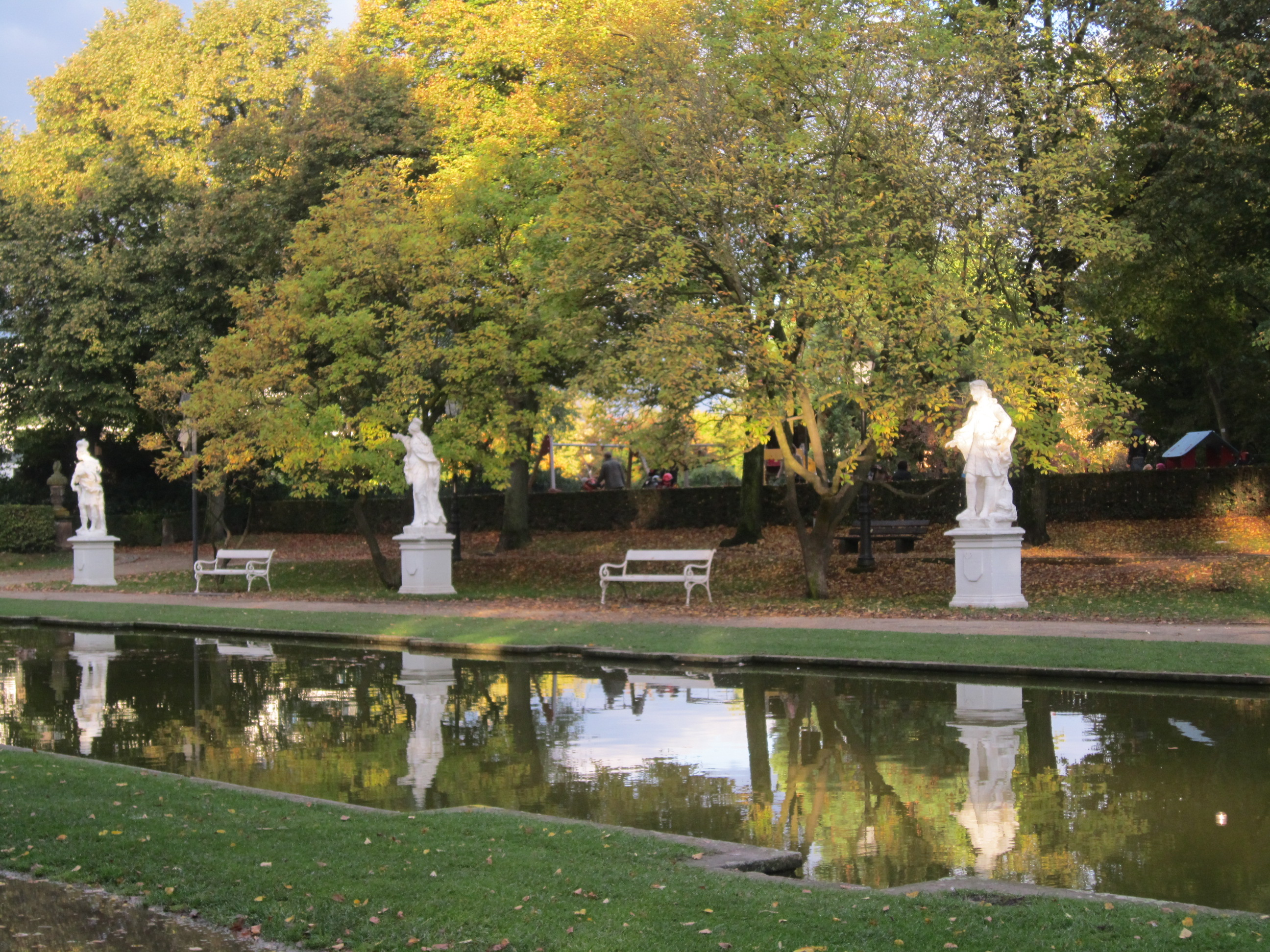
Partie Est du jardin, avec sculptures de Tietz

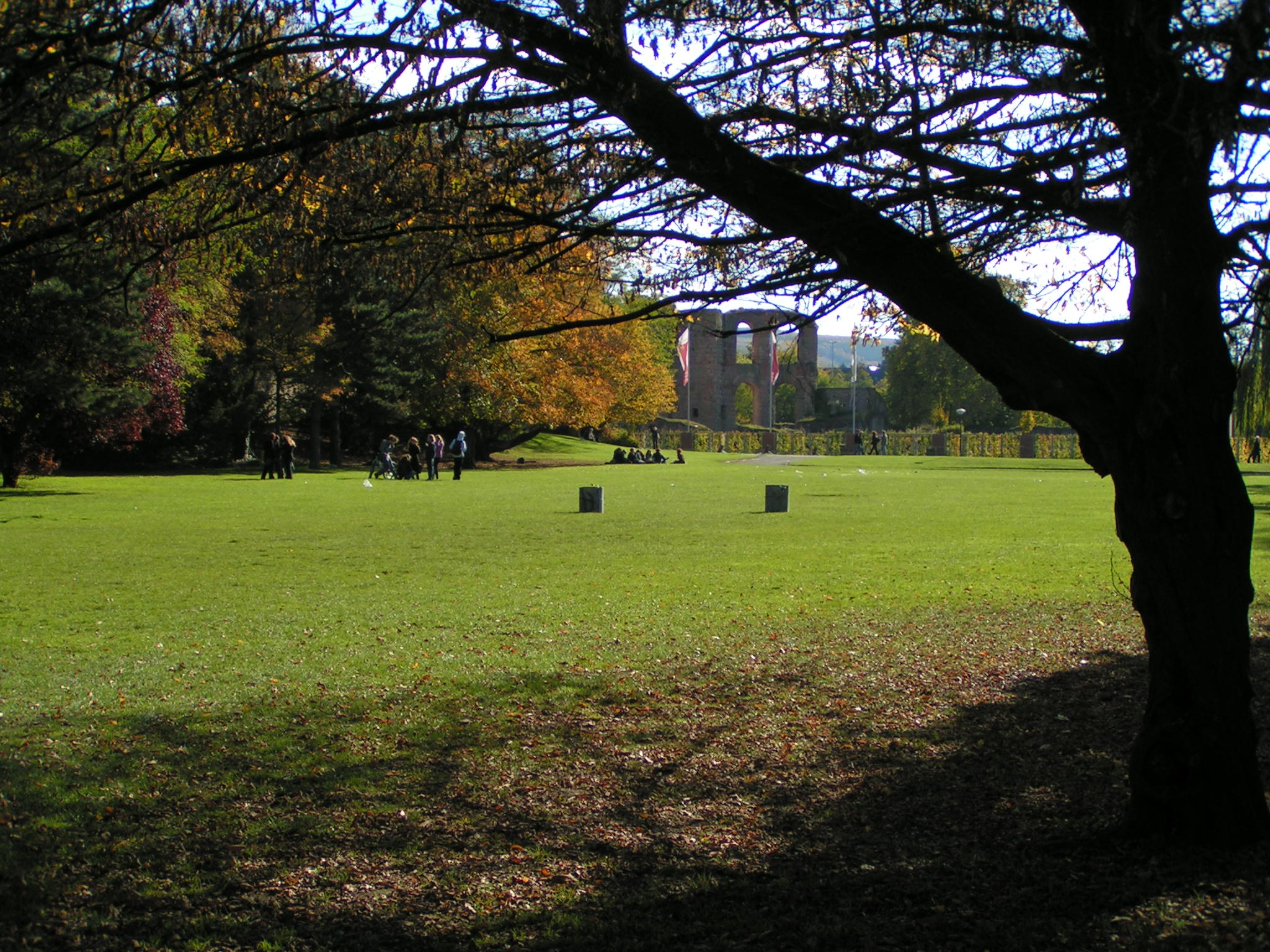
Partie Sud du jardin (en arrière-plan, les Kaiserthermen)

Au sud du palais électoral, il y avait un parc à l'époque des électeurs, bien qu'il soit très peu probable que les plans originaux de sa conception eussent été effectivement mis en œuvre. La fontaine, maintenant connue sous le nom de fontaine Ferdinand Tietz, a été mentionnée pour la première fois en 1761. Elle se trouve à nouveau dans le parc..Lorsque Trèves fut occupée par les troupes françaises en 1794, le parc fut transformé en place publique. Lors de l'utilisation du palais électoral comme caserne, la zone au sud jusqu'au Kaiserthermen a été utilisée comme terrain de manœuvre.
Au début du XXe siècle la ville de Trèves a tenté de transformer ce jardin en parc public. Cependant, le projet a rencontré des problèmes financiers. Ce n'est qu'au début des années 1930, grâce à une donation de Franz Weißebach que le parc a pu être créé . 
L'aménagement actuel est basé d'une part sur des conceptions existantes, d'autre part sur l'exemple d'autres jardins de la période rococo, ainsi que sur la restauration de l'aménagement après la Seconde Guerre mondiale. Au fil du temps, de nombreuses sculptures ont été rachetées dans des propriétés privées, qui faisaient peut-être partie du mobilier initial du parc, mais provenaient également d'autres jardins de Trèves. Dans sa forme actuelle, le parc est donc l'idéal d'un jardin baroque, même si sa conception au XVIIIe siècle était probablement plus simple
Immédiatement au sud du palais électoral se trouve maintenant une section de parc avec une pelouse non accessible, des bordures fleuries devant l'entrée principale de l'aile sud et une pièce d'eau en face de l'aile sud-est (à côté du Rheinisches Landesmuseum ). La pelouse est bordée des deux côtés par une haie et des arbres et est ainsi visuellement séparée du bassin. La vue la plus célèbre du palais électoral aujourd'hui - du sud, avec la basilique derrière - ne montre donc que l'ancienne partie centrale de l'aile sud, ce qui masque largement l'asymétrie moderne du bâtiment. Dans le parc, il y a des répliques des sculptures de Tietz; les originaux peuvent être vus dans le musée Simeonstift à côté de la Porta Nigra . Depuis que la fontaine Tietz a été retrouvée en 1940, elle a également été ajoutée au parc nord.
Plus au sud, à côté des thermes impériaux, il y a une large pelouse, qui n'est interrompue que par une simple fontaine à l'extrémité sud. Depuis qu'il est ouvert au public, il est principalement utilisé par les jeunes citoyens de Trèves et les visiteurs comme espace de loisirs. Ces dernières années, cependant, des problèmes de criminalité liée à la drogue se sont posés le soir (depuis 2005).
À l'ouest de la pelouse, au bord d'un chemin, il y a un monument composé de deux hautes dalles de béton, qui commémore le 2000e anniversaire de la ville. À l'est, l'enceinte médiévale de la ville s'élève derrière les arbres. Au XIXe siècle, les Prussiens ne l'ont pas détruite car il permettait de délimiter le terrain d'exercice. Une plaque à la mémoire de Franz Weißebach en tant que bienfaiteur du parc est intégrée dans ce mur.
À l'est du palais électoral, il y a des pelouses et une aire de jeux pour enfants juste à côté du mur de la ville. 

## Liens
- Notices d'autorité :   - VIAF
  - GND
- Aile sud rococo et jardin du palais - panorama interactif à 360 °, également en grands

- Eintrag zu Roter Turm in der Datenbank der Kulturgüter in der Region Trier.
- Eintrag zu Petersburg-Portal in der Datenbank der Kulturgüter in der Region Trier.